# OlaOla
OLAOLA är en svensk musiker och singer songwriter som spelar visor i genren pop/rock, ofta ackompanjerad av akustisk gitarr . Flera låttexter är ironiska inlägg i samhällsdebatten . Låten ”Dö, jävla gubbe” är till exempel en nidvisa om OlaOlas granne som också ligger i topp på Spotify med närmre en halv miljon lyssningar och är utgiven på skivbolaget Brunljud . OlaOla heter egentligen bara Ola men kallar sig OlaOla "för att Ola är så kort".

## Kuriosa
OLAOLA gjorde sig känd för en bredare publik med sitt deltagande i tv4's Talang 2008, där han framförde låten Dö, jävla gubbe och gick vidare i tävlingen. I semifinalen framförde han låten Melodifestivalen, en låt som handlar om hur han skickat in en låt till just Melodifestivalen men inte kommit med, vilket gjorde honom lite sur.

## Diskografi

### Album
- Två veckor är evigheten (2016)
- Från en annan planet (2014)
- Nu gör jag det svårt (2013)
- Där var farmor 76 (2011)
- LARM (2009)
- När det bara inte går att låta bli (2008)
- Slutet av juni (2007)
- Till England på fyllan (2006)
- Tjej från London (2005)
- K-Kolsyra (2004)
- Orangea (2003)
- Barfotahoppen (2002)
- Framåtuppåt (2001)

### Singlar
- Mitt liv är perfekt (2015)
- Ebba Anna Sofia (2014)
- Slå mig med järnrör (2012)
- I skogen utanför Veberöd (2011)
- Dö, jävla gubbe (2008)

## Prosa och prosadiktsamlingar
- Sen åt vi grillad fisk och hånglade (2009)
- Jag funderar på att bli helt galen och flytta till Istanbul (2009)
- Jag har fått en bra idé (2006)
- Full Gas (2002)
- Jag är så trött på att vänta (2000)